# Adrian (Georgie)
Adrian je město v Johnson County a Emanuel County ve státě Georgie ve Spojených státech amerických. V roce 2011 v něm žilo 666 obyvatel. Johnson County spolu s Adrian city patří do oblasti Dublin Micropolitan Statistical Area.

## Demografie
Podle sčítání lidí v roce 2010 žilo ve městě 558 obyvatel, 230 domácností, a 163 rodin. V roce 2011 žilo ve městě 296 mužů (44,6 %), a 370 žen (55,4 %). Průměrný věk obyvatel je 33 let.